# Amtsgericht Norburg
Das Amtsgericht Norburg war ein deutsches Amtsgericht mit Sitz in Norburg.

## Geschichte
Bis 1866 wurde die Rechtsprechung in Norburg durch das Amt Norburg wahrgenommen.
Mit der Annexion Schleswig-Holsteins wurden 1867 in der nunmehr preußischen Provinz fünf Kreisgerichte und das übergeordnete Appellationsgericht Kiel eingerichtet. Als Eingangsgerichte wurden Amtsgerichte geschaffen, darunter das Amtsgericht Norburg als eines von 19 Amtsgerichten des Kreisgerichts Flensburg. Den Gerichtssprengel bildete der Flecken und die Landgemeinde Norburg und die Kirchspiele Igen, Hagenberg, Schwenstrup und Öxbüll sowie dem bisher zu Igenharde gehörenden Teil des Kirchspiels Rottmark.
Mit dem Inkrafttreten des deutschen Gerichtsverfassungsgesetzes am 1. Oktober 1879 wurden reichsweit einheitlich Amts-, Land- und Oberlandesgerichte geschaffen. Das Amtsgericht Norburg blieb bestehen und war nun dem Landgericht Flensburg nachgeordnet.
Sein Gerichtsbezirk umfasste daraufhin aus dem Kreis Sonderburg den Fleckensbezirk Norburg und die Gemeindebezirke Brandsbüll, Broballig, Dünnewitt, Eken, Elstrup, Guderup-Sjellerup, Hagenberg, Hellwitt, Holm, Lauensby, Lunden-Elsmark, Meels, Öxbüll, Pöhl, Schwenstrup, Stevening und Stolbro. Am Gericht bestand 1880 eine Richterstelle. Das Amtsgericht war damit ein kleines Amtsgericht im Landgerichtsbezirk.
1919 wurde der Sprengel des Amtsgerichts Norburg dänisch und die Geschichte des Amtsgerichts Norburg endete. In Dänemark wurde mit Gesetz vom 28. Juni 1920 das Retten i Sønderborg eingerichtet. In Norburg entstand kein Gericht mehr. Dieses besteht bis heute.